# Prism (musikgrupp)
Prism (ibland skrivet PRiSM) är ett kanadensiskt rockband med flera låtar som flera legat på topplistor över hela världen.
Prism vann Juno Award for Group of the Year 1981.

## Diskografi
Studioalbum
- 1977 – PRiSM
- 1978 – See Forever Eyes
- 1979 – Armageddon
- 1980 – Young and Restless
- 1981 – Small Change
- 1983 – Beat Street
- 1987 – Blue
- 1993 – Jericho
- 2008 – Big Black Sky

Livealbum
- 1978 – Live Tonite

EP
- 1982 – Live

Singlar (topp 100 på Canadian Singles Chart)
- 1977 – "Spaceship Superstar" (#63)
- 1977 – "Take Me to the Kaptin" (#52)
- 1978 – "Take Me Away" (#94)
- 1978 – "Flyin'" (#41)
- 1978 – "You're Like the Wind" (#63)
- 1979 – "Armageddon" (#23)
- 1979 – "Virginia" (#73)
- 1980 – "Night to Remember" (#33)
- 1980 – "Young and Restless" (#14)
- 1981 – "Don't Let Him Know" (#49)